# Anita Pádár
Anita Pádár (Karcag, 30 de Março de 1979) é uma futebolista húngara que atua como centroavante.

## Títulos
- Campeonato Húngaro (11): 1994–95, 1997–98, 1998–99, 1999–00, 2001–02, 2002–03, 2005–06, 2006–07, 2007–08, 2011–12 e 2012–13
- Copa da Hungria (5): 1998, 1999, 2000, 2001 e 2013